# Steve Peregrin Took
Steve Peregrin Took (născut Stephen Ross Porter pe 28 iulie 1949 în Etham , decedat pe 28 octombrie 1980 în Notting Hill Gate) a fost un muzician englez . Este cel mai cunoscut ca membru al trupei Tyrannosaurus Rex alături de Marc Bolan . După plecarea din formație s-a concentrat pe activitatea solo de cantautor fiind și lider al altor câteva grupuri .